# Blénod-lès-Toul
 Blénod-lès-Toul  es una población y comuna francesa, en la región de Lorena, departamento de Meurthe y Mosela, en el distrito de Toul y cantón de Toul-Sud.

## Demografía
| 876 | 818 | 826 | 798 | 906 | 952 |
| Para los censos de 1962 a 1999 la población legal corresponde a la población sin duplicidades (Fuente: INSEE [Consultar]) |     |     |     |     |     |